# Manuel Teófilo Luna Llamas
Manuel Teófilo Luna Llamas de Lima fue un hacendado y político peruano. Forma parte de la Familia Luna de Acomayo, hacendados y políticos. Su padre Manuel Tomás Luna Mujica fue diputado en los años 1860 y 1870, su hermano Augusto fue diputado por la provincia de Acomayo entre 1895 y 1912 y su hermano Francisco fue diputado por el departamento de Apurímac. Ello además de la rama de Federico Luna Aranibar quienes también ocuparon cargos políticos en la provincia de Acomayo y el departamento del Cusco.
Fue elegido diputado por la provincia de Acomayo entre 1876 y 1879 durante el gobierno de Mariano Ignacio Prado y, en esa misma oportunidad, como diputado suplente por la provincia de Canchis. En 1879 fue reelecto por la provincia de Acomayo durante el gobierno de Nicolás de Piérola y la guerra con Chile. 
En 1899 inició su carrera como senador de la República por el departamento del Cusco, ocupando el cargo por 11 años hasta 1910 durante casi toda la República Aristocrática.
En 1907, Manuel Teófilo Luna Llamas, senador por el departamento del Cusco, se batió en duelo en la pampa del Medio Mundo, a las afueras de Lima con Juan Manuel de la Torre, diputado por la provincia del Cusco. Ello debido a incidentes ocurridos en las elecciones en la provincia de Calca. El duelo se realizó con pistolas y con dos disparos simultáneos, el primero a 25 pasos y el segundo a 20 pasos. El duelo se realizó a las 10:30 a. m. del 25 de agosto de 1907 y, en el segundo disparo, De la Torre fue herido en el talón derecho.